# Panowo (rejon krutiński)
Panowo (ros. Паново) – wieś (sieło) w Rosji, w obwodzie omskim, w rejonie krutińskim. W 2010 liczyła 865 mieszkańców.